# Lee Aaron
Lee Aaron (Karen Lynn Greening, 21 de julio de 1962 en Belleville, Ontario) es una cantante canadiense. Cosechó grandes éxitos como "Metal Queen", "Whatcha Do to my Body" y "Sex with Love". Aaron actualmente se dedica a interpretar jazz.

## Carrera

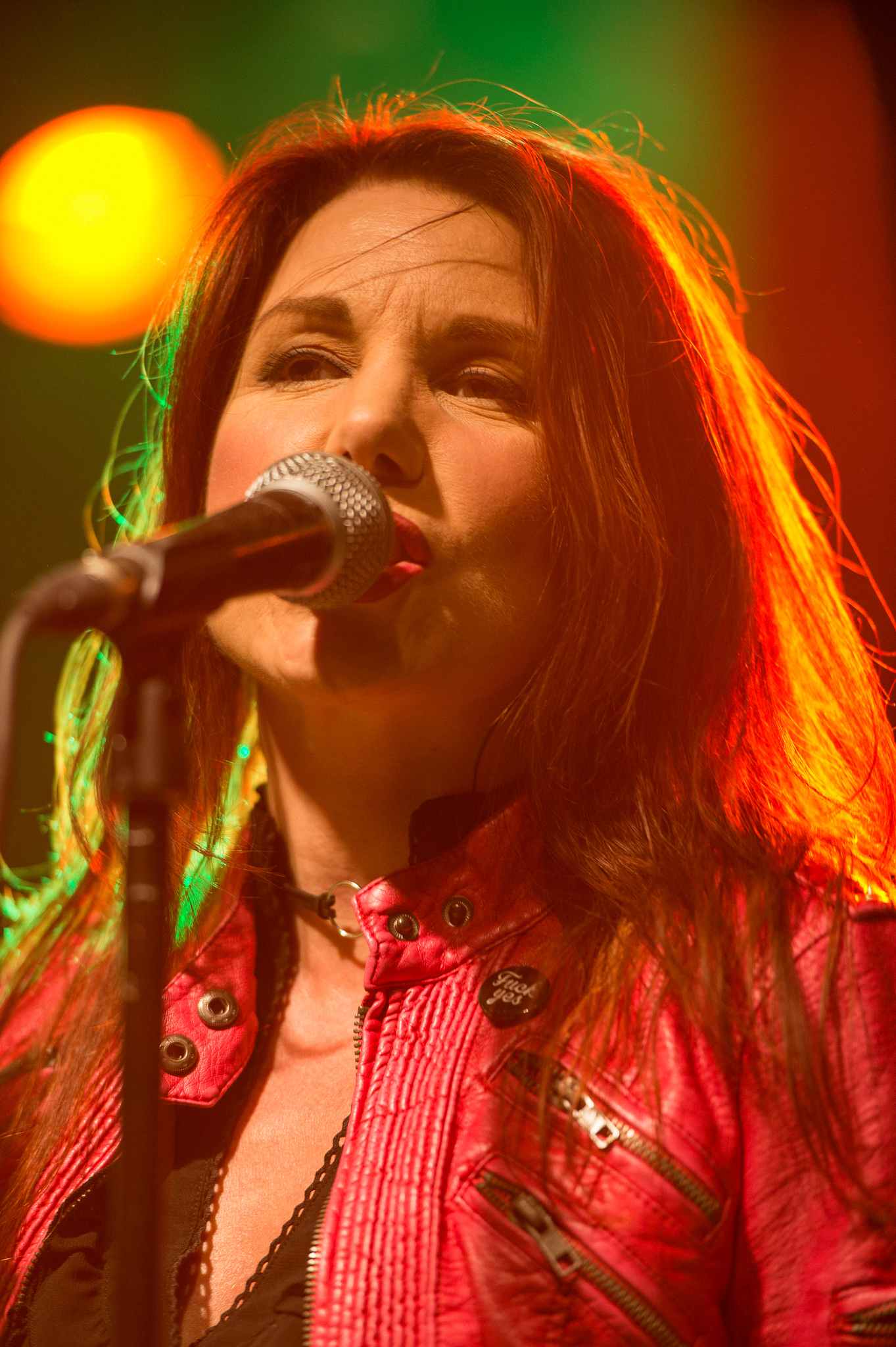
Lee Aaron en2017.

En 1982 lanzó el disco Lee Aaron Project, que la llevó de gira por Europa. En 1983 grabó el exitoso álbum Metal Queen, que fue lanzado en 1984. Su éxito se centró especialmente en Europa, continente en el que realizó la mayoría de sus presentaciones en la década de 1980. En 1989 lanzó el disco Bodyrock, que vendió más de 200.000 unidades en su país natal.
En 1996 se unió a algunos miembros de la banda Sons of Freedom para formar la agrupación 2preciious.

## Músicos
Entre los muchos músicos que hicieron parte de la banda de Lee, se destaca el teclista y productor Bob Ezrin, reconocido por haber colaborado con artistas y bandas tan importantes como Pink Floyd, Kiss, Alice Cooper y Peter Gabriel.
Otros músicos reconocidos que han acompañado a Lee han sido el guitarrista Rik Emmett, proveniente de la banda Triumph y Rick Santers, fundador de la agrupación Santers.

## Discografía
- The Lee Aaron Project (1982)
- Metal Queen (1984)
- Call of the Wild (1985)
- Lee Aaron (1987)
- Bodyrock (1989)
- Some Girls Do (1991)
- Powerline - The Best Of Lee Aaron (1992)
- Emotional Rain (1994)
- 2preciious (1996)
- Slick Chick (2000)
- Beautiful Things (2004)
- Radio Hitz and More… (2012)
- Fire And Gasoline (2016)
- Diamond Baby Blues (2018)[3]